# Johann Friedrich Coelestin
Johann Friedrich Coelestin (* um 1535 in Plauen; † 1578; auch Johann Friedrich Himmlisch, Johann Friedrich Himmel sowie Johann Friedrich Uranius) war ein deutscher lutherischer Geistlicher und Theologe.

## Leben
Johann Friedrich Coelestin wurde in Plauen um das Jahr 1535 geboren; sein Bruder war der Berliner Propst und Hofprediger Georg Coelestin.
Bis zu seinem 13. Lebensjahr blieb Johann Friedrich Coelestin in seiner Geburtsstadt Plauen, ehe Umzüge nach Schneeberg, Leipzig, Naumburg, Halle, Eisleben und Amberg folgten. Nach seiner Ausbildung nahm er das Amt des Schullehrers in Neumarkt an. Spätere Lehrstellen waren Leipzig und Regensburg. Seit 1557 stand er im Austausch mit Nicolaus Gallus. 1558 nahm Coelestin die Professorenstelle für Theologie am Gymnasium in Lauingen an. 1560 wurde er als Professor an die Universität Jena für die griechischen Sprache berufen. Als Anhänger von Matthias Flacius war er jedoch gezwungen diese Stelle 1562 aufzugeben. In jenem Zeitraum erhielt er in Frankfurt an der Oder seinen Doktortitel und die Ordination. Von Februar 1562 an ist Coelestin für einige Monate zu Theusing in Böhmen.
Anfang 1563 ist Coelestin gemeinsam mit seinem Bruder wieder in Regensburg zu finden. Beide begeben sich im April nach Haag. Johann Friedrich Coelestin wechselte dort in die Dienste des Grafen Ladislaus von Haag und wurde Hofprediger und Inspektor. Seine Aufgabe war es dort die Reformation einzuführen. Es wurde jedoch kein Vertrag geschlossen, sodass Coelestin die Stelle wechseln konnte wann er es wollte. Noch im selben Jahr wurde er aufgrund seiner Polemik gegen das benachbarte, katholische Bayern aus seiner Stelle wieder entlassen. Zudem war Coelestin selbst mit seiner Anstellung nicht zufrieden.
Daraufhin wechselte er in den Dienst des Grafen Joachim von Ortenburg, welcher ebenso in seiner Grafschaft die Reformation einführen wollte. Bevor er nach Ortenburg kam, weilte er bei dem evangelisch gesinnten Grafen Julius von Salm in der Grafschaft Neuburg. Spätestens ab September 1563 befand sich Coelestin in der reichsunmittelbaren Grafschaft Ortenburg. Nach der offiziellen Erlaubnis durch den Grafen hielt Coelestin am 3. Oktober 1563 in der Kapelle von Schloss Neu-Ortenburg den ersten evangelischen Gottesdienst. Am 17. Oktober hielt er in der Marktkirche den ersten öffentlichen Gottesdienst mit Abendmahl. Der bayerische Herzog wollte die Reformationseinführung in Ortenburg rückgängig machen, als ein Mittel vertrieb er am 20. Februar 1564 Coelestin gewaltsam durch bayerische Truppen aus Ortenburg. Zwischenzeitlich kehrte er an das Gymnasium Lauingen zurück und lehrte dort wieder Theologie. Im Jahre 1568 kehrte Coelestin an die Universität Jena zurück und übernahm dort den Lehrstuhl für Theologie. 1568/69 beteiligte er sich am Altenburger Religionsgespräch. Im Jahre 1572 musste Coelestin Jena wieder verlassen und ging über Mecklenburg nach Österreich. Dort war er Pfarrer in Eferding, sowie ab 1574 Pfarrer in Stein. 1577 übernahm Coelestin schließlich eine Pfarrstelle in Wien. Ein Jahr später, 1578, verstarb er.

## Schriften (Auswahl)
- Christliche vermanung Lehr unnd Trostschrifft, an die Armen, bedrengten unnd geplagten Kirch Christi, in den löblichen Graffschafften Ortenburgk, Haag und Newburgk am In, im Bayerlandt (Regensburg 1564, Digitalisierte Ausgabe)
- Conclvsiones De Scripto Dei Verbo (Launingen 1566, Digitalisierte Ausgabe)
- Von Erzwungen Gelübden vnd Eidschweren: Ob Ein Christ zur zeit der verfolgung mit Gott vnd guten gewissen auß befelich dringen vnd zwingen seiner Obrigkeit Euangelische Bücher Stedte Kirchen Predigten vnd Gottesdienst mag solle vnd könne verschweren : Vnnd ... ob sie auch einem Christen zu halten (1567, Digitalisierte Ausgabe)
- Prüfung des sakramentischen Geistes (Quart 1567, Digitalisierte Ausgabe)
- Von Schulen, aus was Ursachen dieselben hin und wieder in Stetten und Flecken so jämmerlich zerfallen – und wie Schulen wohl und christlich anzustellen und zu regieren (Straßburg 1568)
- Pantheum sive Anatomia et Symphonia Papatus et praecipuorum Haeresum praesentium (Band 1 1568, Digitalisierte Ausgabe; Band 2 1569, Digitalisierte Ausgabe)
- Klare vnnd gründtliche Widerlegung, der vermeinten, nichtigen vrsachen, darumb der Abtrünnig M. Caspar Franck vom Euangelio zum Babstumb gefallen (1569, Digitalisierte Ausgabe)
- Ander Theil. Anatomia des Bapstums (1569)
- Bekentnis Von der Rechtfertigung für Gott vnd Von guten Wercken Der Theologen in der Universitet Jhena (Jena 1569)
- Von Buchhendlern Buchdruckern vnd Buchfuerern (Regensburg 1569)
- Von D. Johan. Pfeffingers Vorrede jtzt newlich ausgangen, die gegenwertigen streitigen Hendel in der Religion belangend (Jena 1570, Digitalisierte Ausgabe)
- Christliche, Summarische Antwort D. Johan. Frid. Celestini, auff etliche Gottslesterische Bepstische Bücher, zum theil wider jn, zum theil in Gemein, wider alle Euangelische Kirchen vnd Lerer, newlich ausgangen (Ursel 1571, Digitalisierte Ausgabe)